# Centros de Emergencia Mujer
Los Centros de Emergencia Mujer (CEM) son centros de atención especializados del Estado peruano diseñados para atender a niños, niñas y adolescentes, personas adultas mayores, personas con discapacidad, comunidad LGBT, personas migrantes y víctimas de violencia. Al 2023, se han implementado 431 CEM a nivel nacional, distribuidos en locales municipales o del Ministerio de la Mujer y Poblaciones Vunerables (240 CEM Regulares y 5 CEM 7x24), en comisarías (185 CEM en Comisaría) y en instituciones de salud (1 CEM en Centro de Salud).

## Historia
En 1993, se aprobó la Ley N° 26260, también conocida como Ley de protección frente a la violencia familiar. El Ministerio de la Mujer y Poblaciones Vulnerables (MIMP), conocido en dicho año como el Ministerio de Promoción de la Mujer y del Desarrollo Humano (PROMUDEH), creó el primer Módulo Piloto de Atención “Emergencia Mujer” dirigido a las víctimas de violencia familiar y sexual. Luego de la etapa de prueba, se estableció y creó el primer Centro de Emergencia Mujer el 8 de marzo de 1999 en Lima.En ese año, se crearon 13 CEM
En 2001 se creó el Programa Nacional Contra la Violencia Familiar y Sexual, que asume la gestión de los 33 CEM en funcionamiento y el servicio de orientación telefónica  “Ayuda Amiga".
Los CEM en Comisaría comenzaron a implementarse en el 2017, con una cantidad entre 14 y 50 nuevos por año. Sin embargo, en el 2022 no se creó ninguno y, en el 2023, sólo uno.
En el 2018, se creó el único CEM en Centro de Salud. Está ubicado en la provincia de Piura, en el distrito Veintiséis de Octubre, bajo el nombre de CEM en Centro de Salud Santa Julia.
En 2019, a través del Decreto Supremo N°018-2019-MIMP, el Programa Nacional para la Prevención y Erradicación de la Violencia contra las Mujeres e Integrantes del Grupo Familiar, o Programa Nacional Aurora, reemplaza al programa del 2001.
Entre el 2002 y el 2020, los CEM atendieron 1'146,581 casos a nivel nacional, de los que el 86% fueron a mujeres.

## Base legal
Los CEM se rigen por su base legal nacional (Ley n.° 30364 de 2015) y los 7 instrumentos internacionales, que se han sistematizado en la Guía de Atención Integral de los Centros Emergencia Mujer del Programa Nacional Contra la Violencia Familiar y Sexual.
Algunas normas legales que vinculan a los CEM con otras instituciones del Estado peruano son las siguientes:
- Decreto Supremo n.º 006-2018-MIMP, Protocolo de actuación conjunta de los Centros de Emergencia Mujer y Comisarías o Comisarías especializadas en materia de protección contra la violencia familiar de la Policía Nacional del Perú
- Decreto Supremo n.° 008-2019-SA, Protocolo de actuación conjunta entre los Centros Emergencia Mujer - CEM y los Establecimientos de Salud
- Decreto Supremo n.° 008-2020-JUS, Protocolo de Actuación Conjunta entre el Centro Emergencia Mujer y los Servicios de Defensa Pública
- Ley n.° 30926, Ley que fortalece la interoperabilidad en el Sistema Nacional Especializado de Justicia para la Protección y Sanción de la Violencia contra las Mujeres e Integrantes del Grupo Familiar

## Servicios
En los CEM se atienden a las personas afectadas por la violencia familiar y sexual. Brinda servicios públicos especializados de carácter gratuito. Estos servicios son: 
- admisión
- servicios de orientación psicológica, social y legal[12]
- expedir informes psicológicos con valor probatorio en los procesos por violencia contra las mujeres y los integrantes del grupo familiar (artículo 26)[9]

### Características de los servicios[8]
Los servicios brindados por el CEM deben cumplir con las siguientes características:
- Ser oportunos y disponibles
- Con accesibilidad geográfica
- Con pertinencia cultural
- En cumplimiento de los derechos humanos
- Con atención diferenciada según el grupo vulnerable afectado
- Sin discriminación por razones de género, etnia, edad, cultura, credo, orientación sexual, expresión o identidad de género
- En la lengua materna indígena u originaria de la persona usuaria del servicio

## CEM por regiones
Cantidad de CEM al 2023. El 20% de los CEM se encuentran en Lima.
| Región        | CEM regulares/24x7 | CEM en comisaría | CEM en centro de salud |
| ------------- | ------------------ | ---------------- | ---------------------- |
| Amazonas      | 7                  | 2                | -                      |
| Ancash        | 21                 | 8                | -                      |
| Apurímac      | 7                  | 5                | -                      |
| Arequipa      | 11                 | 13               | -                      |
| Ayacucho      | 12                 | 3                | -                      |
| Cajamarca     | 13                 | 3                | -                      |
| Callao        | 4                  | 4                | -                      |
| Cusco         | 18                 | 8                | -                      |
| Huancavelica  | 7                  | 3                | -                      |
| Huánuco       | 11                 | 3                | -                      |
| Ica           | 11                 | 7                | -                      |
| Junín         | 12                 | 6                | -                      |
| La Libertad   | 15                 | 8                | -                      |
| Lambayeque    | 3                  | 9                | -                      |
| Lima          | 34                 | 51               | -                      |
| Loreto        | 10                 | 3                | -                      |
| Madre de Dios | 4                  | 1                | -                      |
| Moquegua      | 3                  | 3                | -                      |
| Pasco         | 4                  | 3                | -                      |
| Piura         | 8                  | 10               | 1                      |
| Puno          | 13                 | 7                | -                      |
| San Martín    | 11                 | 8                | -                      |
| Tacna         | 4                  | 5                | -                      |
| Tumbes        | 3                  | 4                | -                      |
| Ucayali       | 4                  | 4                | -                      |